# IV Всероссийский съезд Советов
IV Всероссийский Съезд Советов (Четвёртый Чрезвычайный Съезд Советов Рабочих, Солдатских, Крестьянских и Казачьих Депутатов) (14—16 марта 1918, Москва).

## Состав
На заседании Съезда 14 марта 1918 года оглашался список прибывших 1084 делегатов, с правом совещательного голоса — 80. Всего на съезде присутствовало около 1200 делегатов (с правом решающего голоса 1 204 делегата), по другим данным — 1172:
- Большевиков 814
- Левых эсеров 238
- Анархистов 14[2]
- С.-д. (объединёнцев) 24[2]
- С.-д. интернационалистов 16[2]
- (С.-д.) украинских эсеров / С.-р. украинцев 3[2]
- С.-р. максималистов 24[2]
- Эсеров / С.-р. центра 15[2]
- Меньшевиков-интернационалистов 11
- Меньшевиков-объединенцев 6
- Меньшевиков 21
- Беспартийных 18[2]

С совещательным голосом — 80:

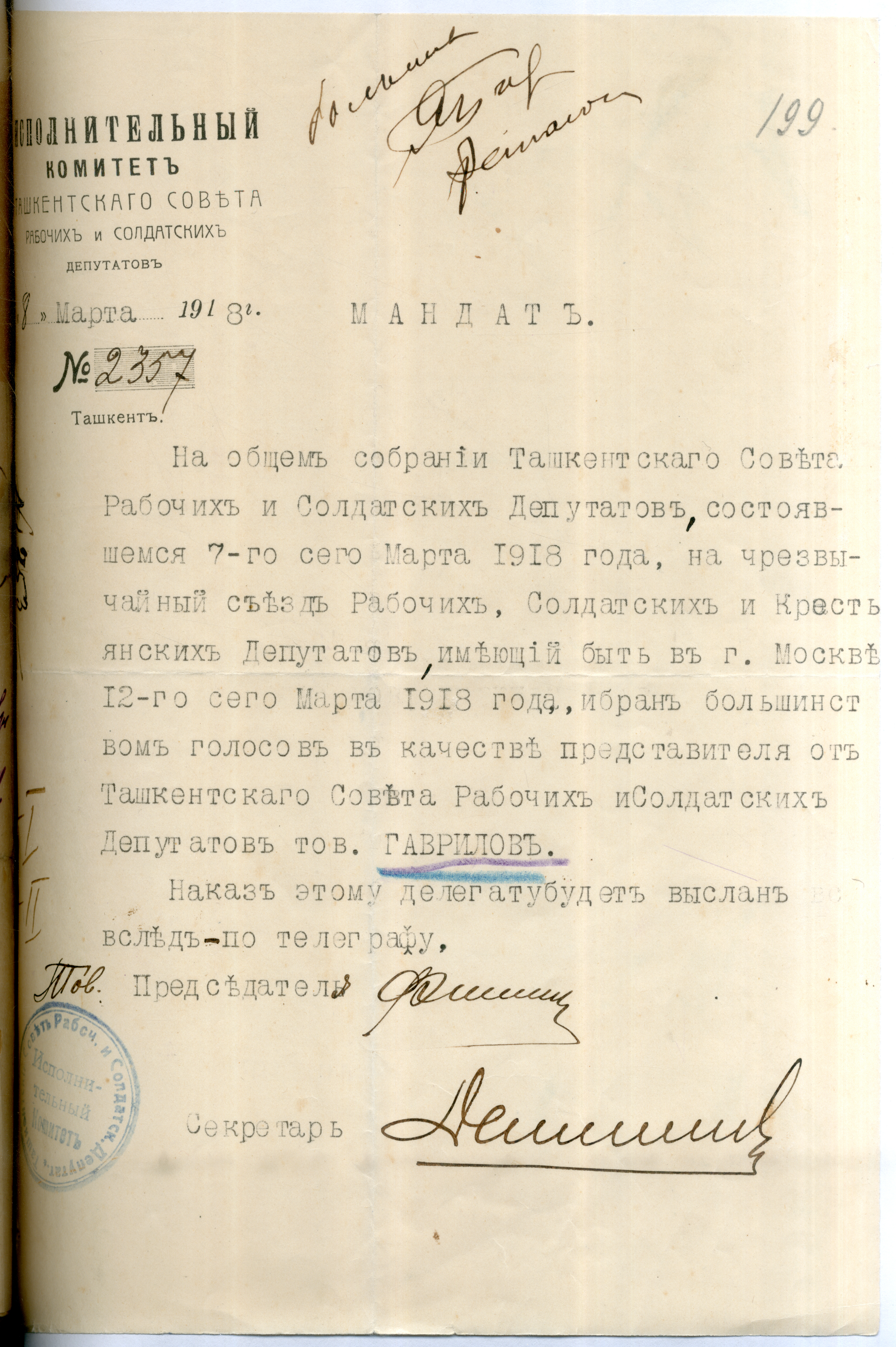
Мандат делегата. Из коллекции ГАРФ. Ф. 1235. Оп. 3. Д. 30. Л. 199.
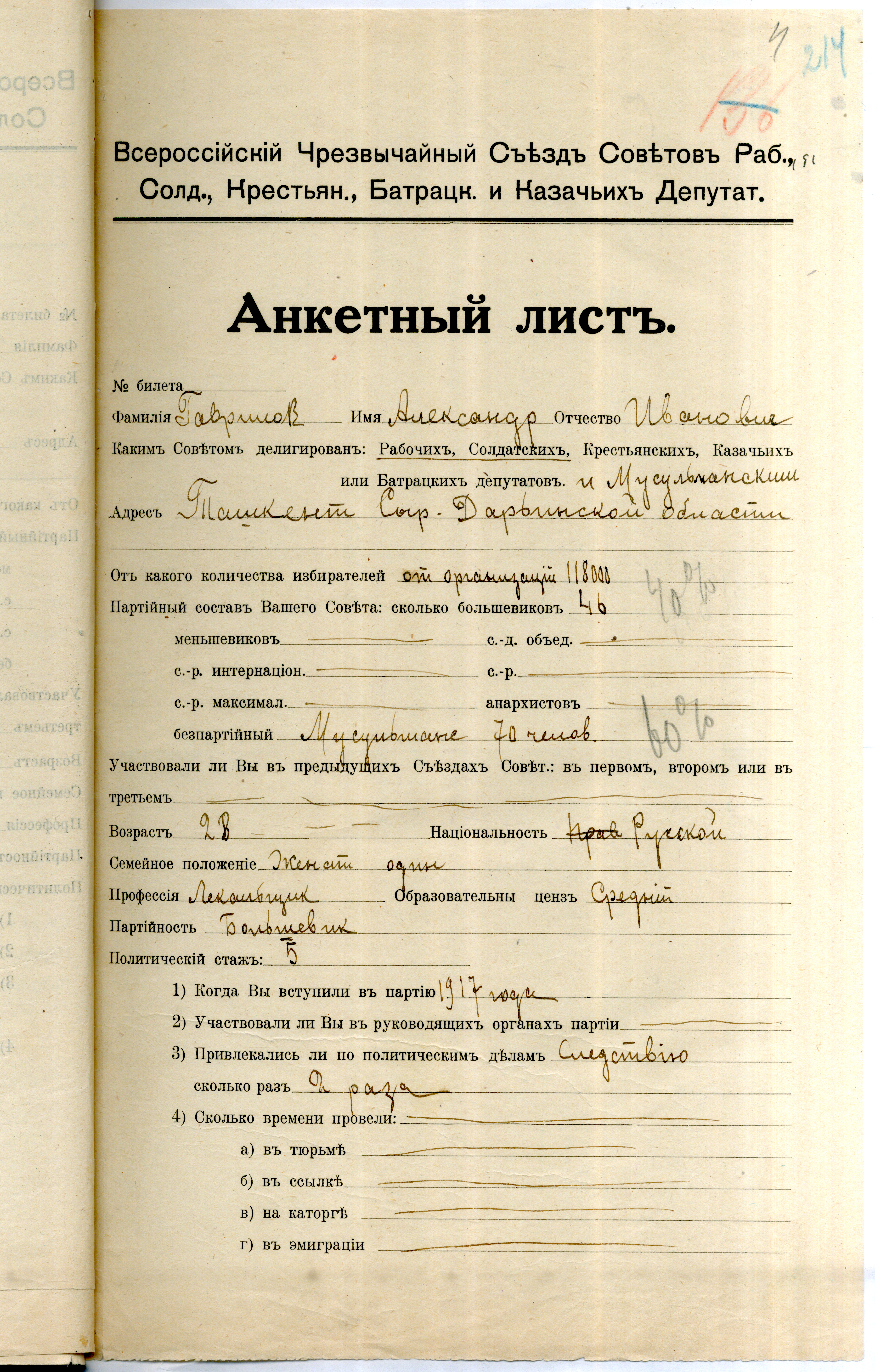
Анкетный лист делегата Из коллекции ГАРФ. Ф. 1235. Оп. 3. Д. 25. Л. 4.

- Большевиков 40
- Левых соц.-рев. 18
- Объединёнцев 4
- Беспартийных 8
- Анархистов 3
- С.-д. интернационалистов 1
- С.-д. центровиков 2
- Максималистов 3
- Н.-с. 1

- Мандат делегата.
Из коллекции ГАРФ.
Ф. 1235. Оп. 3. Д. 30. Л. 199.
- Анкетный лист делегата
Из коллекции ГАРФ.
Ф. 1235. Оп. 3. Д. 25. Л. 4.
- Протоколы заседаний ВЦИК IV созыва за 20 марта — 14 июня 1918 г.

## Решения съезда
Важнейшим пунктом порядка дня съезда явился вопрос о ратификации Брестского мирного договора с державами Четверного союза. Большинством 724 голосов против 276 и при 118 воздержавшихся съезд 15 марта утвердил написанную Лениным и предложенную большевистской фракцией резолюцию о ратификации Брестского мирного договора.

Съезд должен разрешить: прав или неправ Исполнительный комитет, решая подписать мирный договор. Этот вопрос, вопрос основной, должен будет занять внимание настоящего съезда.— Свердлов Я. М. Речь при открытии IV Чрезвычайного съезда Советов рабочих, крестьянских и казачьих депутатов 15 марта 1918 г.
Вопрос о переносе столицы в Москву вплотную встал перед Советским правительством в конце февраля 1918 года в связи с начавшимся 18 февраля германским наступлением, поставившим под угрозу ближайшие подступы к Петрограду. Согласно постановлению ВЦИК все правительственные учреждения 8-12 марта 1918 года переехали из Петрограда в Москву. Чрезвычайный IV Всероссийский съезд Советов своим постановлением узаконил временный перенос столицы «до изменения условий кризиса русской революции и положения Петрограда как столицы»:

[О перенесении столицы]

[Постановление чрезвычайного IV Всероссийского съезда Советов]
В условиях того кризиса, который переживает русская революция в данный момент, положение Петрограда, как столицы, резко изменилось. Ввиду этого съезд постановляет, что впредь до изменения указанных условий столица Российской Социалистической Федеративной Советской Республики временно переносится из Петрограда в Москву.
16 марта 1918 года

Несмотря на временный перенос, столицей РСФСР (а далее — СССР и России) Москва осталась и после окончания Первой мировой и Гражданской войн.

## Принятые документы
Документы съезда (резолюции, постановления и др.), которые были приняты на съезде с датой и цитатами:
- [О ратификации Брест-Литовского мирного договора] (резолюция принята по предложению фракции большевиков на втором заседании 15 марта 1918 года; утверждение (ратификация) мирного договора, заключённого в Брест-Литовске 3 марта 1918 года.)
- [О перенесении столицы] (постановление принято на третьем заседании 16 марта 1918 года; «столица Российской Социалистической Федеративной Советской Республики временно переносится из Петрограда в Москву»)
- [Об обращении Вильсона] (резолюция принята на первом заседании 14 марта 1918 года; «Съезд выражает свою признательность американскому народу»)
- Декларация Украинского ЦИК Совета Рабочих, Крестьянских и Солдатских депутатов и Делегатов на IV Чрезвычайном [Всероссийском] Съезде [Советов] от советских организаций Украины

## В кино
«Поимённое голосование» (1967), из цикла «Штрихи к портрету В. И. Ленина».